# Réparer les vivants
Pour l’article homonyme, voir Réparer les vivants (film).
 (novembre 2017).
Réparer les vivants est un roman de Maylis de Kerangal publié le 1er janvier 2014 aux éditions Verticales.

## Résumé
Il est 5h50 lorsqu'un dimanche matin, Simon Limbres, 19 ans, se lève pour sa session de surf habituelle. Sur la route du retour vers Le Havre, il est victime d'un accident de van avec ses amis Chris et Johan. N'ayant pas de ceinture, Simon souffre d'un traumatisme crânien grave qui le plonge dans un coma profond avant son admission en réanimation. Le Docteur Révol doit annoncer à la mère, Marianne, que les lésions sont irréversibles. Quand elle y retourne avec le père de Simon, Sean, le Dr Révol déclare la mort cérébrale du jeune homme. 
Thomas, infirmier spécialisé dans le don d'organes, demande quelle était la position de Simon sur cette question. À 17h30, les parents donnent leur accord après longue réflexion pour le prélèvement du cœur, des poumons, des reins et du foie. Mais ils refusent de donner ses yeux. Le dossier cristal de Simon, c'est-à-dire ses données médicales, permet de trouver un receveur compatible pour chaque organe. Ils apprennent que le cœur peut sauver une vie, ce qui leur évoque certaines réflexions.
Des équipes viennent des quatre coins de la France pour prélever l'organe recherché. À 23h50, c'est le clampage aortique (pose d'une pince pour interrompre la circulation sanguine). Le cœur va être donné à Claire Méjan, 51 ans, atteinte de myocardite et ayant une nécrose au cœur. Elle est depuis trois ans dans la liste des demandeurs urgents. Ce transfert de vie se finit à 5h49 lorsque Claire se réveillera avec son nouveau cœur.

## Préparation du roman
L'écrivaine a confié à Concepcion Alvarez certains aspects de la genèse du livre:  en 2007, elle publie une courte nouvelle inspirée par un reportage télévisuel sur la transplantation cardiaque. C'est à la suite de deuils personnels qu'elle décide de reprendre ce sujet en le développant et en associant au rôle vital du cœur la place qu'occupe cet organe dans l'imaginaire affectif. Elle a cependant précisé à David Caviglioli que l'intrigue n'a rien d'une autofiction.  Il lui a fallu un an de travail intense pour achever cet ouvrage. Elle s'est informée auprès de l'Agence de la biomédecine qui l'a mise en contact avec un infirmier coordinateur de greffe, un médecin urgentiste et un spécialiste en transplantation cardiaque de la Pitié Salpetrière. C'est ainsi qu'elle a pu assister à une greffe cardiaque dans les lieux même où elle situe cette opération dans le roman. Dans son entretien avec Concepcion Alvarez, elle indique avoir voulu ancrer son roman dans la réalité, mais en la transfigurant dans une œuvre littéraire qui respecte les règles du théâtre classique (principalement sur les unités de temps et d'action). Elle s'est également inspirée de la chanson de geste et du culte héroïque grec, mais aussi des idées de Jean-Claude Ameisen sur la contribution de la mort dans la création du vivant. Au cours d'une session du Cercle littéraire de la BnF, elle évoque la façon dont elle a travaillé l'écriture autour de vagues successives de langages propres à certains groupes d'initiés, depuis les surfeurs jusqu'aux spécialistes du don d'organes, tout en refusant la facilité de plages de dialogues qui auraient paru artificielles et réductrices.

## Réception critique
Le livre a été généralement très bien accueilli par la critique et les lecteurs puisqu'il a reçu de nombreux prix et récompenses littéraires,. Par exemple, Bernard Pivot souligne la maîtrise de l'information technique en même temps que l'épaisseur romanesque d'un récit complexe, où chaque protagoniste est présenté avec empathie, dans une langue originale mêlant termes savants et expressions populaires. Pierre Assouline partage cet avis et souligne l'« héroïsme discret » que la romancière attribue aux principaux personnages, aussi bien les parents que le personnel médical, donnant ainsi au récit une profonde humanité. Christophe Kantcheff remarque la justesse psychologique des scènes où les parents sont confrontés à la mort du fils, et l'habileté dont fait preuve l'autrice pour éviter de tomber dans la facilité et la sensiblerie. Marine Landrot admire la musicalité du texte, qu'Isabelle Serça relie au rôle de la ponctuation dans le rythme du récit. Chiara Nifosi analyse également cette technique narrative qui joue sur plusieurs registres littéraires, notamment lyrique, épique et tragique.  
D'autres critiques sont moins élogieuses. En particulier, l'écrivain Richard Millet dans un article intitulé Pourquoi la littérature de langue française est nulle, décrit Maylis de Kerangal comme la romancière préférée des « milliers d’imbéciles » de la « petite bourgeoisie internationale déculturée ». Cet article polémique lui a valu son licenciement par les Éditions Gallimard. Marin de Viry, qui approuve les idées littéraires de Millet, a jugée « lamentable » cette forme de censure, tout en reconnaissant que l'on puisse contester leur opinion radicale contre ce qu'il appelle la « sous-post-littérature ». Muriel de Rengervé, qui soutient également Richard Millet, s'est insurgée contre l’« attelage hétéroclite » des nombreux prix attribués au roman et contre une pensée unique orchestrée selon elle par le magazine Lire.

## Style
Son style se caractérise par un travail du rythme sur de longues phrases. L'écrit prolifère, l'autrice instaure une impression de rapidité en privilégiant la juxtaposition et l'apposition, en utilisant l'énumération et l'anaphore. Une fluidité émane de ses phrases grâce à la liberté avec laquelle elle y insère les paroles rapportées, en se débarrassant par exemple des signes typographiques pour intégrer du discours direct, souvent simplement mis entre deux virgules. Cela permet d'embrasser plusieurs voix énonciatives sans rompre le flux de la phrase. On retrouve dans cette liberté des caractéristiques de l'écriture de Claude Simon dont Maylis de Kerangal dit s'être inspirée.
Sa phrase semble en mouvement, elle est comparable à un « organisme vivant», car l'auteure procède au sein d'une même phrase à des changements parfois radicaux dans la narration. Les signes de ponctuation, les tirets parenthétiques particulièrement, servent de jalons à ces changements, qui peuvent être des changements de points de vue, des changements de rythme ou comme on l'a vu des changements énonciatifs. Isabelle Serça dit à ce propos que «  Maylis de Kerangal joue du tiret comme d’une rampe de lancement, qui fait s’envoler la phrase».
L'auteure choisit de mêler à sa langue des lexiques peu familiers, comme le vocabulaire médical de la transplantation cardiaque. Son défi est de le poétiser. Dans Réparer les vivants, elle confère au vocabulaire du corps une charge émotionnelle ou symbolique. 
Maylis de Kerangal parvient à faire de son écriture un geste d'empathie à travers les portraits de certains de ses personnages, donnés comme des individualités. Néanmoins elle adopte parfois un ton plus satirique en dressant des typologies, décrivant par exemple l'arrogance des membres d'une famille de médecins reconnus ou le ridicule de leurs confrères prêts à tout pour s’attirer leurs bonnes grâces.

## Prix et distinctions
Le roman a reçu de nombreux prix dans les deux années qui ont suivi sa parution :
- Grand prix RTL-Lire 2014
- Prix Pierre-Espil 2014
- Prix Paris Diderot – Esprits libres 2014
- Prix Orange du Livre 2014
- Prix littéraire Charles-Brisset 2014
- Prix du meilleur roman français du magazine Lire 2014
- Prix des lecteurs L'Express – BFMTV 2014
- Prix Agrippa-d'Aubigné 2014
- Roman des étudiants France Culture - Télérama 2014
- Prix Relay des Voyageurs 2015

Il a également été retenu, pour sa traduction en anglais Mend the Living, dans la première liste du prix international Man-Booker 2016.

## Adaptations
Au cinéma, le roman est adapté dans le film homonyme réalisé par Katell Quillévéré et sorti en novembre 2016. Le roman est également adapté au théâtre dans une mise en scène de Sylvain Maurice en 2016 puis en à nouveau par Emmanuel Noblet en 2017.